# ژان پیکار لو دو
ژان پیکار لو دو (به فرانسوی: Jean Picart Le Doux) (زاده ۳۱ ژانویه ۱۹۰۲ و درگذشته ۱۹۸۲)  طراح فرانسوی بود. ابتدا در صحافی کار می‌کرد و بعدها به طراحی و گرافیک روی آورد. او به طراحی نقش‌های دیواری علاقه‌مند بود. 